# Campo Oncino
Il campo Oncino era l'impianto di Torre Annunziata che ospitò gli incontri di calcio del Savoia, nelle stagioni disputate nella massima serie nazionale. L'impianto fu eretto in località Capo Oncino da cui il nome.

## Storia
In precedenza le gare di calcio a Torre Annunziata si svolgevano al campo Montagnelle.
L'inaugurazione avvenne il 13 giugno 1920, con un'amichevole disputata tra Savoia e Salernitana.
Il campo fu costruito in vista dell'esordio del Savoia nel massimo campionato nazionale, che avvenne il 28 novembre 1920, quando il Savoia affrontò la Puteolana. Fino a questa data, il Savoia vi disputò altre sette amichevoli, in cui affrontò tra le altre la Fortitudo.
Era provvisto di una tribunetta d'onore per i dirigenti e per i tifosi che potevano permettersi il lusso di un posto in tale settore.
Fu costruito su un terreno di proprietà della Famiglia Orsini, a due passi dal mare, il che obbligava spesso i raccattapalle a tuffarsi per recuperare i palloni finiti in acqua; fu un richiamo per l'intera regione Campania.
L'ultima partita di calcio disputata in un campionato ufficiale, fu giocata l'11 dicembre 1927, e fu un Savoia-Fiorentina 1-4, mentre l'ultima gara in assoluto fu disputata il 16 aprile 1928: Savoia-Stabia 6-0.
Il 13 giugno 2020, in occasione del centenario della fondazione del Campo Oncino, l'amministrazione comunale ha posto una targa commemorativa in prossimità dell'unica struttura rimasta ancora in piedi a distanza di un secolo, il cancello d'ingresso dei tifosi su via Gino Alfani.

## Eventi sportivi
Di seguito si elencano i principali eventi sportivi ospitati nel Campo Oncino:
- Savoia- Genoa 1-1 (7 settembre 1924) Finalissima Scudetto[8][9]
- Savoia- Alba Roma 2-0 (3 agosto 1924) Finale di andata del Campionato dell'Italia Meridionale[10]
- Savoia- Lazio 3-3 (24 giugno 1923) Finale di andata del Campionato dell'Italia Meridionale[11]
- Savoia- Pro Vercelli 0-6 (23 settembre 1922) Gara amichevole[12][13]
- Savoia- Újpest 2-5 (28 dicembre 1922) Gara amichevole[12]
- Savoia- Bologna 2-3 (22 febbraio 1923) Gara amichevole[12]